# Раунд Лејк (Илиноис)
Раунд Лејк (енгл. Round Lake) град је у америчкој савезној држави Илиноис.

## Демографија
По попису из 2010. године број становника је 18.289, што је 12.447 (213,1%) становника више него 2000. године.
| Група             | 2000.         | 2010.          |
| Белци             | 4.217 (72,2%) | 10.066 (55,0%) |
| Афроамериканци    | 116 (2,0%)    | 873 (4,8%)     |
| Азијати           | 112 (1,9%)    | 2.340 (12,8%)  |
| Хиспаноамериканци | 1.292 (22,1%) | 4.631 (25,3%)  |
| Укупно            | 5.842         | 18.289         |